# Lemonia dumi
Lemonia dumi é uma espécie de insetos lepidópteros, mais especificamente de traças, pertencente à família Brahmaeidae.
A autoridade científica da espécie é Linnaeus, tendo sido descrita no ano de 1761.
Trata-se de uma espécie presente no território português.